# Легка атлетика на літніх Олімпійських іграх 1996
Змагання з легкої атлетики на літніх Олімпійських іграх 1996 були проведені з 26 липня по 4 серпня в Атланті на Олімпійському стадіоні.
Олімпійські чемпіони зі спортивної ходьби та марафонського бігу визначались на шосейних трасах, прокладених вулицями міста, проте старт і фініш відбувався на стадіоні.

## Призери

### Чоловіки
| Дисципліни                              | Золото                                                                                         | Золото   | Срібло | Срібло   | Бронза | Бронза   |
| --------------------------------------- | ---------------------------------------------------------------------------------------------- | -------- | --- | -------- | --- | -------- |
| 100 метрів (вітер: 0,7 м/с)             | Донован Бейлі · Канада                                                                         | 9,84 WR  | Френкі Фредерікс · Намібія                                                                                     | 9,89     | Ато Болдон · Тринідад і Тобаго                                                                              | 9,90     |
| 200 метрів (вітер: 0,4 м/с)             | Майкл Джонсон · США                                                                            | 19,32 WR | Френкі Фредерікс · Намібія                                                                                     | 19,68    | Ато Болдон · Тринідад і Тобаго                                                                              | 19,80    |
| 400 метрів                              | Майкл Джонсон · США                                                                            | 43,49 OR | Роджер Блек · Велика Британія                                                                                  | 44,41    | Девіс Камога · Уганда                                                                                       | 44,53    |
| 800 метрів                              | Вебйорн Родаль · Норвегія                                                                      | 1.42,58  | Езекіль Сепенг · Південно-Африканська Республіка                                                               | 1.42,74  | Фред Оньянча · Кенія                                                                                        | 1.42,79  |
| 1500 метрів                             | Нуреддін Морселі · Алжир                                                                       | 3.35,78  | Фермін Качо · Іспанія                                                                                          | 3.36,40  | Стівен Кіпкорір · Кенія                                                                                     | 3.36,72  |
| 5000 метрів                             | Венусте Ньйонгабо · Бурунді                                                                    | 13.07,96 | Пол Біток · Кенія                                                                                              | 13.08,16 | Халід Буламі · Марокко                                                                                      | 13.08,37 |
| 10000 метрів                            | Хайле Гебрселассіє · Ефіопія                                                                   | 27.07,34 | Пол Тергат · Кенія                                                                                             | 27.08,17 | Салех Гіссу · Марокко                                                                                       | 27.24,67 |
| 110 метрів з бар'єрами (вітер: 0,6 м/с) | Аллен Джонсон · США                                                                            | 12,95 OR | Марк Крір · США                                                                                                | 13,09    | Флоріан Швартгофф · Німеччина                                                                               | 13,17    |
| 400 метрів з бар'єрами                  | Деррік Едкінс · США                                                                            | 47,54    | Самуель Матете · Замбія                                                                                        | 47,78    | Келвін Девіс · США                                                                                          | 47,96    |
| 3000 метрів з перешкодами               | Джозеф Кетер · Кенія                                                                           | 8.07,12  | Мозес Кіптануї · Кенія                                                                                         | 8.08,33  | Алессандро Ламбрускіні · Італія                                                                             | 8.11,28  |
| 4×100 метрів                            | Канада · Роберт Есмі · Гленрой Гілберт · Бруні Сурін · Донован Бейлі · Карлтон Чемберс (забіг) | 37,69    | США · Джон Драммонд · Тім Гарден · Майкл Марш · Денніс Мітчелл · Тім Монтгомері (забіг)                        | 38,05    | Бразилія Арналдо да Сілва Робсон да Сілва Едсон Рібейру Андре да Сілва                                      | 38,41    |
| 4×400 метрів                            | США · Ламонт Сміт · Елвін Гаррісон · Дерек Міллс · Антуан Мейбанк · Джейсон Роузер (забіг)     | 2.55,99  | Велика Британія Айван Томас Джеймі Баулч Марк Річардсон Роджер Блек Дуейн Лейдеджо (забіг) Марк Гілтон (забіг) | 2.56,60  | Ямайка Майкл Мак-Дональд Грег Хотон Роксберт Мартін Давіан Кларк Денніс Блейк (забіг) Гарт Робінсон (забіг) | 2.59,42  |
|                                         |                                                                                                |          | |          | |          |
| Марафон                                 | Джозія Тугване · Південно-Африканська Республіка                                               | 2:12.36  | Лі Пон Чу · Південна Корея                                                                                     | 2:12.39  | Ерік Вайнайна · Кенія                                                                                       | 2:12.44  |
| Ходьба 20 кілометрів                    | Джефферсон Перес · Еквадор                                                                     | 1:20.07  | Ілля Марков · Росія                                                                                            | 1:20.16  | Бернардо Сегура · Мексика                                                                                   | 1:20.23  |
| Ходьба 50 кілометрів                    | Роберт Коженьовський · Польща                                                                  | 3:43.30  | Михайло Щенніков · Росія                                                                                       | 3:43.36  | Валенті Массана · Іспанія                                                                                   | 3:44.19  |
|                                         |                                                                                                |          | |          | |          |
| Стрибки у висоту                        | Чарльз Остін · США                                                                             | 2,39 OR  | Артур Партика · Польща                                                                                         | 2,37     | Стів Сміт · Велика Британія                                                                                 | 2,35     |
| Стрибки з жердиною                      | Жан Гальфйон · Франція                                                                         | 5,92     | Ігор Транденков · Росія                                                                                        | 5,92     | Андрій Тівончик · Німеччина                                                                                 | 5,92     |
| Стрибки у довжину                       | Карл Льюїс · США                                                                               | 8,50     | Джеймс Бекфорд · Ямайка                                                                                        | 8,29     | Джо Грін · США                                                                                              | 8,24     |
| Потрійний стрибок                       | Кенні Гаррісон · США                                                                           | 18,09 OR | Джонатан Едвардс · Велика Британія                                                                             | 17,88    | Йоельбі Кесада · Куба                                                                                       | 17,44    |
| Штовхання ядра                          | Ренді Барнс · США                                                                              | 21,62    | Джон Годіна · США                                                                                              | 20,79    | Олександр Багач · Україна                                                                                   | 20,75    |
| Метання диска                           | Ларс Рідель · Німеччина                                                                        | 69,40    | Володимир Дубровщик · Білорусь                                                                                 | 66,60    | Василь Каптюх · Білорусь                                                                                    | 65,80    |
| Метання молота                          | Балаж Кіш · Угорщина                                                                           | 81,24    | Ленс Діл · США                                                                                                 | 81,12    | Олександр Крикун · Україна                                                                                  | 80,02    |
| Метання списа                           | Ян Железний · Чехія                                                                            | 88,16    | Стівен Беклі · Велика Британія                                                                                 | 87,44    | Сеппо Рятю · Фінляндія                                                                                      | 86,98    |
|                                         |                                                                                                |          | |          | |          |
| Десятиборство                           | Ден О'Браєн · США                                                                              | 8824     | Франк Буземанн · Німеччина                                                                                     | 8706     | Томаш Дворак · Чехія                                                                                        | 8664     |

### Жінки
| Дисципліни                              | Золото                                                                                 | Золото      | Срібло                                                                                                  | Срібло   | Бронза | Бронза   |
| --------------------------------------- | -------------------------------------------------------------------------------------- | ----------- | --- | -------- | --- | -------- |
| 100 метрів (вітер: -0,7 м/с)            | Ґейл Діверс · США                                                                      | 10,94       | Мерлін Отті · Ямайка                                                                                    | 10,94    | Гвен Торренс · США                                                                                            | 10,96    |
| 200 метрів (вітер: 0,3 м/с)             | Марі-Жозе Перек · Франція                                                              | 22,12       | Мерлін Отті · Ямайка                                                                                    | 22,24    | Мері Оньялі · Нігерія                                                                                         | 22,38    |
| 400 метрів                              | Марі-Жозе Перек · Франція                                                              | 48,25 OR    | Кеті Фрімен · Австралія                                                                                 | 48,63    | Фалілат Огункоя · Нігерія                                                                                     | 49,10    |
| 800 метрів                              | Світлана Мастеркова · Росія                                                            | 1.57,73     | Ана Фіделія Кірот · Куба                                                                                | 1.58,11  | Марія Мутола · Мозамбік                                                                                       | 1.58,71  |
| 1500 метрів                             | Світлана Мастеркова · Росія                                                            | 4.00,83     | Габріела Сабо · Румунія                                                                                 | 4.01,54  | Терезія Кісль · Австрія                                                                                       | 4.03,02  |
| 5000 метрів                             | Ван Цзюнься · Китай                                                                    | 14.59,88 OR | Полін Конга · Кенія                                                                                     | 15.03,49 | Роберта Брюне · Італія                                                                                        | 15.07,52 |
| 10000 метрів                            | Фернанда Рібейру · Португалія                                                          | 31.01,63 OR | Ван Цзюнься · Китай                                                                                     | 31.02,59 | Гете Вамі · Ефіопія                                                                                           | 31.06,65 |
| 100 метрів з бар'єрами (вітер: 0,2 м/с) | Людмила Енквіст · Швеція                                                               | 12,58       | Бригита Буковець · Словенія                                                                             | 12,59    | Патрісія Жирар · Франція                                                                                      | 12,65    |
| 400 метрів з бар'єрами                  | Деон Геммінгс · Ямайка                                                                 | 52,82 OR    | Кім Баттен · США                                                                                        | 53,08    | Тоня Бафорд-Бейлі · США                                                                                       | 53,22    |
| 4×100 метрів                            | США · Крісте Гейнс · Ґейл Діверс · Інгер Міллер · Гвен Торренс · Карлетт Гудрі (забіг) | 41,95       | Багамські Острови Елдісі Кларк Чандра Старрап Саватеда Файнс Полін Девіс-Томпсон Деббі Фергюсон (забіг) | 42,14    | Ямайка Мішель Фріман Джульєт Катберт Ніколь Мітчелл Мерлін Отті Джилліан Расселл (забіг) Андріа Ллойд (забіг) | 42,24    |
| 4×400 метрів                            | США · Рошель Стівенс · Мейсел Мелоун · Кім Грем · Джерл Майлз · Лінетта Вілсон (забіг) | 3.20,91     | Нігерія · Олабісі Офолабі · Фатіма Юсуф · Чаріті Опара · Фалілат Огункоя                                | 3.21,04  | Німеччина Ута Ролендер Лінда Кісабака Аня Рюкер Гріт Броєр                                                    | 3.21,14  |
|                                         |                                                                                        |             | |          | |          |
| Марафон                                 | Фатума Роба · Ефіопія                                                                  | 2:26.05     | Валентина Єгорова · Росія                                                                               | 2:28.05  | Аріморі Юко · Японія                                                                                          | 2:28.39  |
| Ходьба 10 кілометрів                    | Олена Ніколаєва · Росія                                                                | 41.49 OR    | Елізабетта Перроне · Італія                                                                             | 42.12    | Ван Янь · Китай                                                                                               | 42.19    |
|                                         |                                                                                        |             | |          | |          |
| Стрибки у висоту                        | Стефка Костадинова · Болгарія                                                          | 2,05        | Нікі Бакоянні · Греція                                                                                  | 2,03     | Інга Бабакова · Україна                                                                                       | 2,01     |
| Стрибки у довжину                       | Чіома Аджунва · Нігерія                                                                | 7,12        | Фіона Мей · Італія                                                                                      | 7,02     | Джекі Джойнер-Керсі · США                                                                                     | 7,00     |
| Потрійний стрибок                       | Інеса Кравець · Україна                                                                | 15,33 OR    | Інна Ласовська · Росія                                                                                  | 14,98    | Шарка Кашпаркова · Чехія                                                                                      | 14,98    |
| Штовхання ядра                          | Астрід Кумбернусс · Німеччина                                                          | 20,56       | Суй Сіньмей · Китай                                                                                     | 19,88    | Ірина Худорошкіна · Росія                                                                                     | 19,35    |
| Метання диска                           | Ільке Вілудда · Німеччина                                                              | 69,66       | Наталія Садова · Росія                                                                                  | 66,48    | Елліна Зверєва · Білорусь                                                                                     | 65,64    |
| Метання списа                           | Гелі Рантанен · Фінляндія                                                              | 67,94       | Луїз Мак-Пол · Австралія                                                                                | 65,54    | Тріне Гаттестад · Норвегія                                                                                    | 64,98    |
|                                         |                                                                                        |             | |          | |          |
| Семиборство                             | Гада Шуаа · Сирія                                                                      | 6780        | Наталія Сазанович · Білорусь                                                                            | 6563     | Деніз Льюїс · Велика Британія                                                                                 | 6489     |

## Медальний залік
| Місце | Країна            | Золото | Срібло | Бронза | Загалом |
| ----- | ----------------- | ------ | ------ | ------ | ------- |
| 1     | США               | 13     | 5      | 5      | 23      |
| 2     | Росія             | 3      | 6      | 2      | 10      |
| 3     | Німеччина         | 3      | 1      | 3      | 7       |
| 4     | Франція           | 3      | 0      | 1      | 4       |
| 5     | Ефіопія           | 2      | 0      | 1      | 3       |
| 6     | Канада            | 2      | 0      | 0      | 2       |
| 7     | Кенія             | 1      | 4      | 3      | 8       |
| 8     | Ямайка            | 1      | 3      | 2      | 6       |
| 9     | КНР               | 1      | 2      | 1      | 4       |
| 10    | Нігерія           | 1      | 1      | 2      | 4       |
| 11    | Польща            | 1      | 1      | 0      | 2       |
| 11    | ПАР               | 1      | 1      | 0      | 2       |
| 13    | Україна           | 1      | 0      | 3      | 4       |
| 14    | Чехія             | 1      | 0      | 2      | 3       |
| 15    | Фінляндія         | 1      | 0      | 1      | 2       |
| 15    | Норвегія          | 1      | 0      | 1      | 2       |
| 17    | Алжир             | 1      | 0      | 0      | 1       |
| 17    | Болгарія          | 1      | 0      | 0      | 1       |
| 17    | Бурунді           | 1      | 0      | 0      | 1       |
| 17    | Еквадор           | 1      | 0      | 0      | 1       |
| 17    | Угорщина          | 1      | 0      | 0      | 1       |
| 17    | Португалія        | 1      | 0      | 0      | 1       |
| 17    | Швеція            | 1      | 0      | 0      | 1       |
| 17    | Сирія             | 1      | 0      | 0      | 1       |
| 25    | Велика Британія   | 0      | 4      | 2      | 6       |
| 26    | Білорусь          | 0      | 2      | 2      | 4       |
| 26    | Італія            | 0      | 2      | 2      | 4       |
| 28    | Австралія         | 0      | 2      | 0      | 2       |
| 28    | Намібія           | 0      | 2      | 0      | 2       |
| 30    | Куба              | 0      | 1      | 1      | 2       |
| 30    | Іспанія           | 0      | 1      | 1      | 2       |
| 32    | Багамські Острови | 0      | 1      | 0      | 1       |
| 32    | Греція            | 0      | 1      | 0      | 1       |
| 32    | Румунія           | 0      | 1      | 0      | 1       |
| 32    | Словенія          | 0      | 1      | 0      | 1       |
| 32    | Південна Корея    | 0      | 1      | 0      | 1       |
| 32    | Замбія            | 0      | 1      | 0      | 1       |
| 38    | Марокко           | 0      | 0      | 2      | 2       |
| 38    | Тринідад і Тобаго | 0      | 0      | 2      | 2       |
| 40    | Австрія           | 0      | 0      | 1      | 1       |
| 40    | Бразилія          | 0      | 0      | 1      | 1       |
| 40    | Японія            | 0      | 0      | 1      | 1       |
| 40    | Мексика           | 0      | 0      | 1      | 1       |
| 40    | Мозамбік          | 0      | 0      | 1      | 1       |
| 40    | Уганда            | 0      | 0      | 1      | 1       |